# Eleição municipal de Parnaíba em 2024
A eleição municipal da cidade brasileira de Parnaíba ocorreu no dia 6 de outubro de 2024 (domingo), onde os 114.624 eleitores elegeram um prefeito, vice-prefeito e 19 vereadores para a administração municipal, que se iniciará em 1° de janeiro de 2025 e terminará em 31 de dezembro de 2028.
Por exercer um segundo mandato consecutivo, o atual prefeito Mão Santa, do União Brasil (eleito pelo Democratas em 2020), encontrou-se inapto para concorrer à reeleição.

## Antecedentes
Nas eleições de 2020, 4 candidaturas foram registradas para disputar a prefeitura municipal. Mão Santa, candidato à reeleição pelo DEM, venceu com 52.075 votos, contra 20.123 de Hélio Oliveira (PL), 3.141 de Samaronne (PSD) e 861 de Romualdo Seno (DC).

## Calendário eleitoral
| 7 de março–5 de abril     | Janela partidária para vereadores trocarem de partido visando concorrer às eleições sem perder o mandato. |
| 6 de abril                | Data-limite para todas as legendas e federações partidárias obterem o registro dos estatutos no TSE e para todos os candidatos terem domicílio eleitoral na circunscrição em que desejam disputar as eleições com a filiação deferida pelo partido. |
| 15 de maio                | Início da campanha de arrecadação prévia de recursos na modalidade de financiamento coletivo para pré-candidatos, sem realização de pedidos de voto e obedecendo a regras relativas à propaganda eleitoral na Internet.                             |
| 20 de julho–5 de agosto   | Realização de convenções partidárias para deliberar sobre coligações e escolher candidatos às prefeituras e aos cargos de vereador. Os partidos têm até 15 de agosto para registrar os nomes na Justiça Eleitoral.                                  |
| 16 de agosto              | Início das campanhas eleitorais de forma igualitária, podendo qualquer publicidade ou manifestação com pedido explícito de voto antes da data ser considerada irregular e multada.                                                                  |
| 30 de agosto–3 de outubro | Veiculação da propaganda eleitoral gratuita no rádio e na televisão. |
| 6 de outubro              | Realização das eleições municipais. |
| 27 de outubro             | Realização de um eventual segundo turno nas cidades com mais de 200 mil eleitores em que o candidato a prefeito mais votado não tenha atingido a metade mais um dos votos válidos.                                                                  |

## Candidaturas
| Nº | Candidato                          | Partido | Candidato a vice    | Cargos relevantes ou profissão                                                                         | Coligação                                                                                    | Tempo no horário eleitoral |
| -- | ---------------------------------- | ------- | ------------------- | --- | -------------------------------------------------------------------------------------------- | -------------------------- |
| 11 | Novo Francisco (Francisco Emanuel) | PP      | Darllan Barros (PP) | Engenheiro civil; Secretário de Serviços Urbanos de Parnaíba (2021–2024)                               | "De Mãos Dadas com o Futuro" (PP, PODE, UNIÃO, PL e AVANTE)                                  |                            |
| 15 | Dr. Hélio                          | MDB     | Flaviana Veras (PT) | Deputado estadual (2015–2019 e desde 2023)                                                             | "Parnaíba Pode Mais" (MDB, FE Brasil (PT, PCdoB, PV), REPUBLICANOS, PSB, PDT e SOLIDARIEDADE |                            |
| 27 | Erivelton Fontenele                | DC      | Eduardo Junior (DC) | Empresário                                                                                             | Partido não coligado                                                                         |                            |
| 55 | Zé Hamilton                        | PSD     | Ricardo Veras (PRD) | Primeiro suplente do senador Marcelo Castro (desde 2019); Prefeito de Parnaíba (1993–1997 e 2005–2013) | "Parnaíba Livre" (PSD e PRD)                                                                 |                            |

## Resultados

### Prefeito
Fonte:
| Candidato a Prefeito     | Candidato a Vice-Prefeito | Votos  | Porcentagem |
| ------------------------ | ------------------------- | ------ | ----------- |
| Novo Francisco (PP)      | Darllan Barros (PP)       | 54.393 | 59,09%      |
| Dr. Hélio (MDB)          | Flaviana Veras (PT)       | 27.741 | 30,14%      |
| Zé Hamilton (PSD)        | Ricardo Veras (PRD)       | 9.652  | 10,53%      |
| Erivelton Fontenele (DC) | Eduardo Junior (DC)       | 222    | 0,24%       |